# Шарапов, Игорь Юрьевич
И́горь Ю́рьевич Шара́пов (род. 19 июня 1961, Ленинград) — российский и советский трубач и педагог, солист Заслуженного коллектива России Академического симфонического оркестра Санкт-Петербургской филармонии, народный артист Российской Федерации (2011).

## Биография

### Ранние годы
Игорь Шарапов родился в семье трубача и педагога Юрия Ивановича Шарапова. Он начал заниматься на трубе у своего отца в детской музыкальной школе Куйбышевского района им. С. Л. Перовской в возрасте 11 лет. После окончания школы в 1976 году, он учился в классе Николая Алексеевича Мягченко в Ленинградском музыкальном училище имени М. П. Мусоргского, которое закончил в 1981 году. В 1980-81 годах Шарапов учился у Юрия Большиянова в Ленинградской консерватории. В 1982—1984 годах он проходил военную службу, будучи музыкантом оркестра штаба Ленинградского военного округа.

### Исполнительская и педагогическая деятельность
С 1986 по 1989 год (по другим данным с 1981 по 1991 год) Игорь Шарапов играл в оркестре Ленинградского государственного академического театра оперы и балета им. С. М. Кирова. С 1989 года (по другим данным с 1991 года) по настоящее время Шарапов — солист ЗКР АСО Санкт-Петербургской филармонии им. Д. Д. Шостаковича, с 1994 — концертмейстер группы труб.
Помимо работы в оркестре Петербургской филармонии, Игорь Шарапов с 1997 года является бессменным участником Российского Филармонического брасс-квинтета «Russian Brass». С 2004 года Игорь Шарапов преподает в Санкт-Петербургском музыкальном колледже им. М. П. Мусоргского.

### Личная жизнь
Игорь Юрьевич Шарапов женат и имеет трёх детей и двух внуков. Любимыми композиторами музыкант называет Томазо Альбинони, Петра Ильича Чайковского и Густава Малера. Помимо музыки Шарапов увлекается охотой, рыбалкой и чтением детективной литературы.

## Награды и звания
- Призёр Всесоюзного конкурса музыкантов-исполнителей на духовых инструментах в Таллине (1980)
- Лауреат I премии Всероссийского конкурса музыкантов-исполнителей на духовых инструментах в Ленинграде (1988)
- Заслуженный артист Российской Федерации (1999)[4]
- Народный артист Российской Федерации (2011)[5]